# Tourrette-Levens
Tourrette-Levens är en kommun i departementet Alpes-Maritimes i regionen Provence-Alpes-Côte d'Azur i sydöstra Frankrike. Kommunen ligger  i kantonen Levens som ligger i arrondissementet Nice. År 2022 hade Tourrette-Levens 4 633 invånare.

## Befolkningsutveckling
Antalet invånare i kommunen Tourrette-Levens
Referens: INSEE